# Roman Kostomarov
Roman Kostomarov (n. 8 februarie 1977, Moscova, RSFS Rusă, URSS) este un dansator pe gheață ce a reprezentat Rusia, medaliat olimpic. A participat la 2 ediții ale Jocurilor Olimpice (2002, 2006) în care a câștigat o medalie de aur.